# Župnija Koper – Sveti Marko
Župnija Koper – Sveti Marko je rimskokatoliška teritorialna župnija dekanije Koper škofije Koper.

## Sakralni objekti
|    | slika | cerkev                                    | kraj / naselje |
| -- | ----- | ----------------------------------------- | -------------- |
| 1. |       | Cerkev svetega Marka župnijska cerkev     | Koper Markovec |
| 2. |       | Cerkev Matere Božje od zdravja podružnica | Koper Semedela |